# Due marinai e una ragazza (Canta che ti passa)
Due marinai e una ragazza (Canta che ti passa) (Anchors Aweigh) è un film del 1945 diretto da George Sidney, con protagonisti Frank Sinatra, Kathryn Grayson e Gene Kelly e prodotto e distribuito dalla Metro-Goldwyn-Mayer.
Il film è una commedia musicale ambientato nella Marina ed è un anticipatore di un altro film marinaresco comico-musicale sempre della MGM, Un giorno a New York, tratto dal musical comico composto da Leonard Bernstein On The Town, che uscirà nelle sale solo nel 1949 e vedrà di nuovo uniti Kelly e Sinatra. il film uscì negli Stati Uniti il 14 luglio 1945 e vede come attori nel cast anche il pianista, compositore e direttore d'orchestra José Iturbi, Pamela Britton, il teen actor e idolo dei teenager Dean Stockwell e Sharon McManus, oltre anche ad una scena in cui Kelly stesso balla con il topo Jerry dai cartoni di Tom & Jerry.

## Trama
Due marinai vanno in licenza per quattro giorni a Hollywood dove, accompagnati da musica e canzoni, conoscono un'aspirante giovane cantante e provano ad aiutarla ad ottenere un'audizione alla Metro-Goldwyn-Mayer.

## Produzione
Il film è stato scritto da Natalie Marcin e Isobel Lennart e diretto da George Sidney. Questa fu la prima di tre pellicole comiche-musicali che univano la danza di Kelly con il canto di Sinatra, seguita poi dai più famosi Facciamo il tifo insieme e il citato Un giorno a New York, entrambi nel 1949. La produzione cercò di mescolare un po' 'di più elementi narrativi di successo e successi di precedenti successi musicali della MGM, come Meet Me in St. Louis.
Il film è ricordato per il numero musicale in cui Gene Kelly danza assieme al topo Jerry, dai cartoni di Tom & Jerry (qui doppiato da Sara Berner). Il gatto Tom appare brevemente come un maggiordomo nella sequenza supervisionata da William Hanna e Joseph Barbera. L'animazione è stata interamente realizzata da Kenneth Muse, Ray Patterson e Ed Barge.
Inizialmente, i produttori volevano utilizzare Topolino per questo segmento. Alcune fonti affermano che Walt Disney inizialmente accettò di prestare Mickey, ma Roy Disney rifiutò l'accordo. Secondo il libro di Bob Thomas su Roy Disney, lo studio era in debito dopo la seconda guerra mondiale e si stavano concentrando sul tentativo di pubblicare i propri film in tempo. Secondo Roy, non avevano alcuna intenzione di creare cartoni animati per altre persone.
Il film offre rari scorci cromatici dello studio MGM in tempo di guerra, tra cui il Thalberg Building, il frontgate, il backlot, il commissario e uno dei palcoscenici, nonché un'esibizione sullo schermo di veri membri dell'orchestra dello studio MGM. C'è anche una scena memorabile all'Hollywood Bowl, dove Sinatra canta "I Fall in Love Too Easily", dopo che Iturbi e un gruppo di giovani pianisti hanno eseguito un arrangiamento della Rapsodia Ungherese di Franz Liszt nella scena del provino con Iturbi, la Grayson canta un arrangiamento speciale di Earl Brent per soprano e orchestra in forma di valzer della Serenata per archi di Pëtr Il'ič Čajkovskij.
Alla fine Iturbi dirige la US Navy Band per una resa patriottica della melodia del titolo, la popolare canzone marinaresca Anchors Aweigh. Alcune scene di questo film sono state successivamente inserite in That's Entertainment! (1974) omaggio a MGM.

### Colonna sonora
La colonna sonora comprende famose melodie, anche di genere classico, quali, fra le altre, la marcia Anchors Aweigh di Charles A. Zimmermann, suonata dalla Banda Musicale della Marina americana; Jalousie di Jacob Gade, cantata da Kathryn Grayson; la Rapsodia Ungherese N. 2 di Franz Liszt (eseguita al pianoforte da José Iturbi); La cumparsita di Gerardo Matos Rodríguez, danzata da Gene Kelly; la cavatina Largo al factotum, dal I atto de Il barbiere di Siviglia di Gioachino Rossini; la Ninna nanna, Op. 49 n. 4, di Johannes Brahms, cantata da Frank Sinatra.

## Distribuzione
Il film ottenne un grande successo, piazzandosi al secondo posto di quell'anno con oltre quattro milioni e mezzo di dollari di incasso.

## Riconoscimenti
- Oscar alla migliore colonna sonora 1946